# マツオ
株式会社マツオ（英: MATSUO Corporation）は、北海道滝川市に本社を置く食肉加工業者。

## 概要
北海道を代表する食文化ジンギスカンの中でも同社が製造する『松尾ジンギスカン』は北海道民に広く認知されており、2016年には「ジンギスカン料理が道民のソウルフードとなるのに貢献」した功績により北海道新聞文化賞を受賞している。
北海道内外にレストラン・土産販売施設を複数有している。また、滝川市の本店には松尾美術館が併設されていた。

## 沿革
- 1956年3月1日 - 松尾政治によって滝川町（現・滝川市）明神町にて「松尾羊肉専門店」として開業[2]
- 1959年 - ニュージーランドから輸入マトンを仕入れる
- 1961年[2]5月1日 - 松尾羊肉有限会社設立 資本金800,000円 役員4名
- 1968年 - サウナ部を設立
- 1971年 - 製造工場を滝川市明神町4丁目5番35号に新設。観光客の急増に備え設備拡大
- 1972年 - インドアゴルフ場を設立
- 1972年[2]8月1日 - 株式会社に改組 資本金11,000,000円 役員7名
- 1976年 - 本店ビル完成
- 1976年 - 松尾美術館開設
- 1978年
  - 観光客急増に応えるため別館完成
  - 栗谷川健一デザインによるシンボルマークを制定。
- 1991年 - 砂川ハイウェイオアシスに出店
- 1996年8月8日 - 株式会社マツオに社名変更
- 1997年 - 上富良野町に「フラノーブル・マツオ」出店 （2015年閉店[3]）
- 1999年12月3日 - 本店横の民芸物産店を改築し回転寿司「らんまん」出店[4]（2017年閉店[5]）
- 2004年 - 通販事業部設立 インターネット販売事業・コールセンタ・イベント外商部門を持つ
- 2005年
  - 新千歳空港に「まつじん新千歳空港店」出店
  - 美術品を滝川市に173点、砂川市に30点寄贈
- 2006年
  - 新本社ビル・製造工場完成
  - 10月7日 - 札幌市中央区南1条西4丁目に「札幌南1条店」が開店
- 2008年
  - 4月11日 - 札幌市清田区美しが丘に「札幌美しが丘店が開店（すでに閉店）
- 2009年
  - 11月20日 - 札幌市中央区北3条西4丁目日本生命札幌ビル地下に「札幌駅前店」が開店
- 2010年
  - 1月2日 - 砂川ハイウェイオアシスにおいてレストラン「木林の森」の運営を開始（2017年閉店）
  - 9月17日 - 大阪市北区小松原町梅田地下街 ホワイティうめだイーストモール内に“関西初”となる北海道のアンテナショップ「北海道食彩スクエア　きたれしぴ」を出店（2017年閉店）
  - 11月3日 - 東京都中央区銀座5丁目チアーズ銀座に 北海道外では初となる「銀座店」を出店
- 2011年
  - 11月24日 - 東京都港区赤坂4丁目Hitotsugi LIPに 東京2号店となる「赤坂店」を出店
- 2012年
  - 12月　株式会社セガの『龍が如く５　夢、叶えし者』に「松尾ジンギスカン」の店舗が登場[6]
- 2013年
  - 9月14日 - 札幌ADCコンペティション＆アワード2013にて松尾ジンギスカンのブランドコンセプトブック　”じゅうじゅう　ぐつぐつ”が「ブック・エディトリアル部門」の【銀賞】を受賞[7]
- 2014年
  - 5月 - ロゴマークリニューアル「ブランドロゴ」と「コーポレートロゴ」に変更
  - 12月26日 - 中華レストランチェーン「株式会社点心札幌」を完全子会社化
- 2015年
  - 2月1日 - ホームページリニューアル[8]
  - 　　　　「松尾ジンギスカン製品」のパッケージリニューアル[9]
  - 3月23日 - 札幌市北区に 札幌営業所（兼 株式会社点心札幌本社）を設立[10]
  - 9月 - 滝川市小中学校給食への食材提供開始（以降、空知管内5市5町村に提供継続中）
  - 10月10日 - 札幌ADCコンペティション＆アワード2015にて松尾ジンギスカンのパッケージが「パッケージ部門」で【金賞】を受賞、「WEB・インタラクティブメディア部門」でホームページが銀賞を受賞[11]
  - 10月21日 - 札幌市北区に「札幌北24条店」を出店（すでに閉店）
  - 12月17日 - 新千歳空港内フードコートエリアに「新千歳空港フードコート店」が開店、フードコード業態をスタートさせる[12]
- 2016年
  - 2月29日 - 砂川ハイウェイオアシス店を閉店、ハイウェイオアシス内の「レストラン木林の森」に統合[13]
  - 4月1日 - レストラン店舗のブランド統一[14]
  - 5月8日 - 東京都新宿区新宿3丁目高山ランド会館に「新宿三丁目店」を出店
  - 5月20日 - 江別市の菓子製造業「山下館」を完全子会社化、本社を札幌市北区に変更[15]
  - 6月17日 - 札幌市西区琴似（JR琴似駅高架下）に「札幌琴似店」を出店
  - 7月21日 - 農業生産法人「株式会松尾めん羊牧場」を設立[16]
  - 8月31日 - 滝川市江部乙町丸加高原に松尾めん羊牧場を開場
  - 9月28日 - 札幌市中央区南4条西2丁目TOMORUに「すすきの4・2店」を出店
  - 10月 - 日本パッケージデザイン大賞2017にて松尾ジンギスカンがVI、BI部門で【銀賞】を受賞
  - 10月 - 札幌ADCコンペティション＆アワード2016の「新聞広告・雑誌広告部門」にて【銀賞】、「TV-CM・映像・モーショングラフィック部門」にて【金賞】を受賞[17]
- 2017年
  - 2月28日 - 「レストラン木林の森」閉店、砂川ハイウェイオアシス館での飲食営業を撤退。
  - 8月1日 - 通販事業と砂川ハイウェイオアシス内売店「マッシーファーム」を砂川ハイウェイオアシス管理に移管[18]。
  - 9月16日 - 札幌ADCコンペティション＆アワード2017の「新聞広告・雑誌広告部門」にて【銀賞】を受賞[19]
- 2018年
  - 3月4日 - 札幌市中央区に札幌「札幌宮の森店」を出店
  - 9月30日 - 松尾ジンギスカン チルド（冷蔵）商品生産中止[20]
- 2019年
  - 8月1日 - 北海道北広島市に「三井アウトレットパーク札幌北広島店」を出店（2021年1月閉店）
  - 10月1日 - 東京都港区に「東京営業所」を設立[21]
  - 11月20日 - 東京都千代田区に「秋葉原店」を出店
  - 11月22日 - 東京都渋谷区に「渋谷パルコ店」を出店
- 2020年12月 - 「はばたく中小企業・小規模事業者300社」2020に選定[22]
- 2023年
  - 8月1日 - 健康事業所宣言[23]
  - 10月23日 - 北海道コンサドーレ札幌とクラブパートナー契約を締結[24]
- 2025年3月27日 - スケッチャーズとフランチャイズ契約を締結[25]、4月24日に「スケッチャーズアウトレット札幌上野幌店」を開業[26]。

## 選定・受賞
- 札幌ADCコンペティション＆アワード2013 「ブック・エディトリアル部門」【銀賞】
- 札幌ADCコンペティション＆アワード2015 「パッケージ部門」【金賞】
- 日本パッケージデザイン大賞2017「VI、BI部門」【銀賞】
- 札幌ADCコンペティション＆アワード2016「新聞広告・雑誌広告部門」【銀賞】
- 札幌ADCコンペティション＆アワード2016「TV-CM・映像・モーショングラフィック部門」【金賞】
- 第70回（2016年）北海道新聞文化賞「経済部門」
- 「地域未来牽引企業」2018
- 「はばたく中小企業・小規模事業者300社」2020

## テレビ・ラジオCM
テレビ・ラジオのCMが北海道内の複数局から継続的に放映されている。
これまでにキダ・タローや小林亜星が同社のCMソングを手がけてきた。特にキダ・タローの作曲したCMソング「松尾ジンギスカンの歌」は、1983年までスリー・グレイセスが歌唱したものを放映していたが、2016年のCMで札幌大谷大学の女声合唱団「輪声会」の歌唱となった。
特にラジオCMは北海道放送（HBC）で5秒という短いCMを放送している。新店舗がオープンする場合などは告知文を含めた10秒CMも登場するが、その期間でも5秒CM単独での放送が別になされる。
FMラジオ向けに制作されたCMも放送されており、現在"First Date? Find Romance at Jimpa!"というキャッチコピーが使われている。これは「ジンパ」という単語が使われる数少ない例であり、英語がジンギスカン商品のCMのキャッチコピーとして使用される数少ない例である。
テレビCMにおいては過去には元プロ野球選手の宮本和知がイメージキャラクターを務めたり、テレビ朝日系で放送されていたワイドショー番組『モーニングショー』の人気コーナー『宮尾すすむのああ日本の社長』に当時の社長が出演したことから宮尾すすむをイメージキャラクターにしたこともある。

## 提供番組
過去番組提供
- FM NORTH WAVE
  - STATION DRIVE SATURDAY

過去には札幌テレビ放送（STV）のどさんこワイドや北海道放送（HBC）のカーナビラジオ午後一番!なども提供番組としていたが、現在テレビ・ラジオCMともスポットで放送している。

## 子会社
- 株式会社点心札幌（中華総菜製造販売卸業　本社：札幌市北区）
- 有限会社山下館（菓子製造・喫茶店経営　本社：札幌市北区）
- 農業生産法人株式会社 松尾めん羊牧場 （本社：北海道滝川市）

### 松尾めん羊牧場
かつて1950年代に滝川市内では1300戸1800匹の羊が飼育されていた伝統を受け継いで「滝川の羊生産を途絶えさせるわけにはいかない」との思いから2015年に廃業した滝川市内で唯一残っていた羊生産者から羊を引き受ける形で2016年から「松尾めん羊牧場」を設立。道産羊肉のブランド化を主目的として市有地を借りてサフォーク種の羊を飼育し、滝川市内の米やリンゴ絞りカスを配合した飼料を与え高品質なラム肉の生産を行う。
2022年には牧場面積を1.5倍の7.5ヘクタールに拡張し、道内他所での牧場開発やフランス料理をはじめとした羊肉料理店の開発も検討している。